# Ratpenat frugívor de nas curt de Nusatenggara
El ratpenat frugívor de nas curt de Nusatenggara (Cynopterus nusatenggara) és una espècie de ratpenat de la família dels pteropòdids. Viu a Indonèsia i Timor Oriental. El seu hàbitat natural són els boscos secundaris i hàbitats pertorbats. És una espècie en risc mínim, és a dir, no sembla que hi hagi cap amenaça significativa per a la seva supervivència.